# Ијан Гилан
Ијан Гилан (енгл. Ian Gillan; Лондон, 19. август 1945) енглески је рок певач најпознатији као фронтмен групе Deep Purple. Током каријере, годину дана је био главни вокал групе Блек сабат, а такође је глумио Исуса Христа у рок опери Ендруа Лојда Вебера Исус Христ суперстар. Такође је био члан група Episode six, Gillan и Ian Gillan bend.

## Живот
Ијан Гилан се родио у Хаунзлову, Лондон, Енглеска у породици шкотског порекла (отац му је из места Гован, подручје Глазгова). Он је певао у разним плејадама и појављивао се под различитим именима током раних година, као на примјер; Garth Rockett, Jess Thunder, Jess Gillan и још под многим другим.